# Cantone di Monestier-de-Clermont
Il Cantone di Monestier-de-Clermont era una divisione amministrativa dell'arrondissement di Grenoble.
A seguito della riforma approvata con decreto del 18 febbraio 2014, che ha avuto attuazione dopo le elezioni dipartimentali del 2015, è stato soppresso.

## Composizione
Comprendeva i comuni di:
- Avignonet
- Château-Bernard
- Gresse-en-Vercors
- Miribel-Lanchâtre
- Monestier-de-Clermont
- Roissard
- Saint-Andéol
- Saint-Guillaume
- Saint-Martin-de-la-Cluze
- Saint-Paul-lès-Monestier
- Sinard
- Treffort